# 山本のハンバーグ
山本のハンバーグ（やまもとのハンバーグ）は、株式会社ORES COMPANY（おれカンパニー）が東京都内で展開するハンバーグ専門レストランである。2005年6月に創業し、2016年6月より俺のハンバーグ山本から名称変更した。
ムジャキフーズが展開する「俺のハンバーグ」からのれん分けの形で独立した企業である。なお、俺の株式会社が展開する飲食店「俺のシリーズ」とは全く関係ない。

## 概要

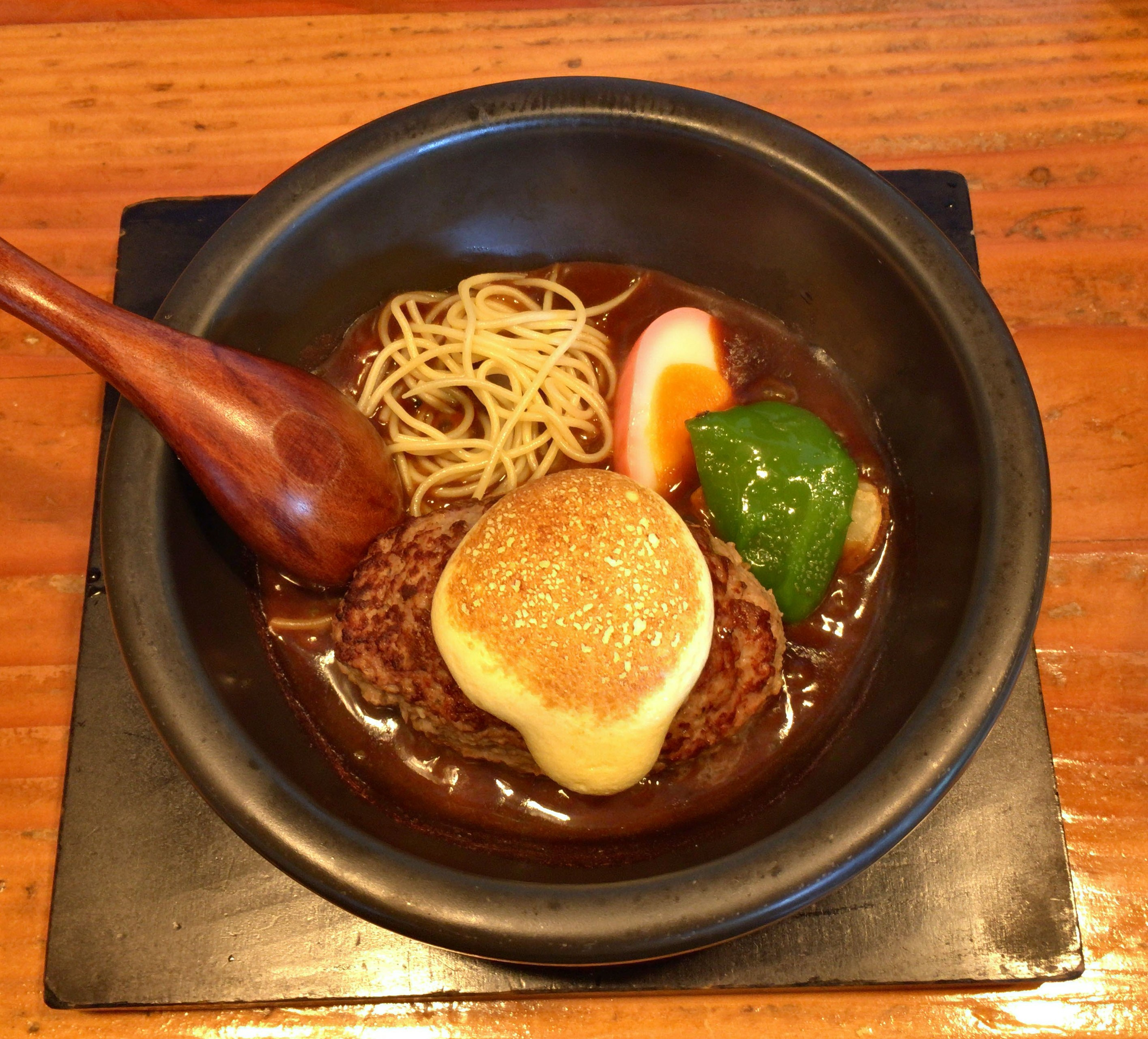
看板メニュー「山本のハンバーグ」

ハンバーグ専門店としてのコンセプトは「ごちそう」。煮込みハンバーグの看板メニュー「山本のハンバーグ」を中心に、季節限定・店舗限定のハンバーグなども提供する。近年では「地域に永く愛される店」を目指しており、ふりかけ代わりの食べるラー油、カレー、犬用ハンバーグなど、地域ユーザーに適応する商品も提案・提供している。
芸能人の利用も多く、一部芸能人ファンにより店頭に長蛇の列ができるなどの光景も時折みられる。

## 株式会社ORES COMPANY
株式会社ORES COMPANYは、東京都渋谷区恵比寿南に本社を置き、飲食店「山本のハンバーグ」を展開する企業。2007年9月19日設立。
2005年にムジャキフーズの独立支援制度を利用して「俺のハンバーグ山本」恵比寿本店を出店した山本昇平が独立・起業した。
2016年にムジャキフーズとの業務委託契約を満了し、委託契約や商標登録の問題、またブランディング方針などを理由に、店名を「俺のハンバーグ山本」から「山本のハンバーグ」へ変更した。

### 歴史
- 2005年6月 - 俺のハンバーグ山本 恵比寿本店 開店
- 2005年7月 - 「俺のハンバーグ」開発
- 2007年9月 - 株式会社俺カンパニー 設立
- 2008年6月 - 俺のハンバーグ山本 渋谷食堂 開店
- 2009年6月 - 俺のハンバーグ山本 太陽　開店
- 2009年10月 - Irishi PUB TAP BORROW?? 開店
- 2010年8月 - 俺のハンバーグ山本 赤坂 開店
- 2010年11月 - 俺のハンバーグ山本 広尾 開店
- 2011年4月 - 俺のハンバーグ山本 太陽、俺のハンバーグ山本 広尾 閉店
- 2011年6月 - 俺のハンバーグ山本 高田馬場 開店
- 2011年11月 - 俺のハンバーグ山本 吉祥寺 開店
- 2013年3月 - 俺のハンバーグ山本 自由が丘 開店
- 2015年8月 - 俺のハンバーグ山本 台北本店 開店
- 2015年4月 - Food Nations～肉フェス TOKYO 2015 春～　出店
- 2015年5月 - 全国ごちそうフェスティバル2015　出店
- 2016年3月 - 山本のハンバーグ 下北沢　開店
- 2016年3月 - 株式会社俺カンパニー本社　移転
- 2016年5月 - Irishi PUB TAP BORROW??　閉店
- 2016年6月 - 俺のハンバーグ山本 渋谷食堂　移転
- 2016年6月 - 全店舗「山本のハンバーグ」へ改名
- 2016年9月 - 山本のハンバーグ 阿佐ヶ谷食堂 (FC)　開店
- 2017年2月 - 山本のハンバーグ 下北沢を移転し、山本のハンバーグ 大岡山へ改名 移転
- 2017年7月 - 山本のハンバーグ 六本松 (FC)　開店
- 2018年2月 - 山本のハンバーグ 太宰府 初のロードサイド店 開店
- 2022年10月5日 - 株式会社ORES COMPANYに商号変更

## 店舗
2016年7月現在。
- 2005年06月出店 俺のハンバーグ山本 恵比寿本店 - 東京都渋谷区恵比寿4-23-12茗荷原ビル1F
- 2008年06月出店 俺のハンバーグ山本 渋谷食堂 - 東京都渋谷区渋谷3-6-18第4矢木ビル1F
- 2010年08月出店 俺のハンバーグ山本 赤坂見附 - 東京都港区赤坂3-2-3
- 2011年06月出店 俺のハンバーグ山本 高田馬場 - 東京都新宿区高田馬場3-2-2青柳ビル2F
- 2011年11月出店 俺のハンバーグ山本 吉祥寺 - 東京都武蔵野市吉祥寺本町2-13-4 1F
- 2013年03月出店 俺のハンバーグ山本 自由が丘 - 東京都目黒区自由が丘1-13-4
- 2015年08月出店 俺の漢堡排山本(FC) - 台北市大安區光復南路260巷1號
- 2016年09月出店 山本のハンバーグ 阿佐ヶ谷食堂 (FC) - 東京都杉並区阿佐谷南1-34-13
- 2017年02月出店 山本のハンバーグ 大岡山 - 東京都大田区北千束1-40-2 Gハウス
- 2017年07月出店 山本のハンバーグ 六本松 (FC) - 福岡市中央区六本松4丁目9-10六本松コーポ1F
- 2018年02月出店 山本のハンバーグ 太宰府 - 福岡県太宰府市大佐野3丁目11-12